# Casa Cuitiño
La Casa Cuitiño, también conocida como Casa del Geómetra o Casa Geométrica es una vivienda de la ciudad de Chillán, Chile. Es considerado Inmueble de conservación histórica, al ser parte de las obras de reconstrucción de la ciudad, tras el Terremoto de Chillán de 1939. Fue construida en 1941 e inaugurada al año siguiente, destinada como residencia de la Familia Cuitiño, de la cual obtiene su nombre, sin embargo, actualmente, es conocida por las figuras geométricas que componen su arquitectura.

## Arquitectura
La obra destaca por ser una construcción aislada de las adyacentes, tal cual como la Biblioteca Municipal de Chillán y Casa Lama, como también, por su composición hecha de figuras geométricas de formas simples. Contiene en sí misma, una torre en su centro de forma rectangular, como también un semicírculo en toda su extensión, ambas hechas en hormigón, cuales conforman jerarquía en la vivienda. Con respecto al color de la residencia, conserva el color original del concreto y nunca ha sido sometida a pintura.